# Кичера (ансамбль)
Ансамбль пісні і танцю «Кичера» — лемківський фольклорний ансамбль з міста Легниця, Польща. Ансамбль був заснований 1991 року Юрієм Стажинським, який є художнім керівником колективу. Ансамбль «Кичера» складається з молодих лемків з Нижньої Сілезії, чиї родини були насильно переселені під час операції «Вісла» (1947). Колектив колектив нараховує близько 60 артистів: танцюристів, співаків та музикантів. Ансамбль здобув популярність не лише в Польщі але й за її межами. Регулярно виступає в Україні, Боснії та Герцеговині, Хорватії, Франції, Німеччині, Угорщині, Італії, Португалії, Словаччині, Румунії, Мексиці, Перу, Коста-Риці. У репертуарі ансамблю народні лемківські пісні, традиційні лемківські танці та обрядові дійства.
Ансамбль базується в місті Легниця в Центрі лемківської культури, в якому також розміщуються також лемківський музей, бібліотека та головний офіс «Стоваришіння лемків».
Ансамбль «Кичера» є головним організатором Міжнародного фольклорного фестивалю національних і етнічних меншин «Сьвіт під Кычером», що проходить щороку у Польщі. В рамках фестивалю 2009 була проведена міжнародна наукова конференція «Лемки — останні могікани Європи?» 

## Дискографія
- «Цне мі ся за тобов» CD Польща 1998.[6]
- За горами за лісами CD Польща 2003. [7]
- Лемко я си, лемко... CD Польща [8]

## Нагороди
- Почесна грамота Кабінету Міністрів України (19 жовтня 1999) — за вагомий особистий внесок у розвиток та популяризацію української  культури за кордоном, збереження національного мистецтва, творчу ініціативу в організації та проведенні мистецьких заходів[9]